# Vitali Guerásimov
Vitali Petróvich Guerásimov (en ruso: Вита́лий Петро́вич Гера́симов; Kazán, 9 de julio de 1977) es un mayor general de la fuerza terrestre de Rusia. 
El 7 de marzo de 2022, el Ministerio de Defensa de Ucrania anunció que Gerasimov había muerto en el Óblast de Járkov durante la invasión rusa de Ucrania. Sin embargo, la BBC rusa confirmó que estaba vivo cuando le concedieron la Orden de Alejandro Nevski el 23 de mayo de 2022.

## Educación
Vitali Petróvich Guerásimov nació el 9 de julio de 1977. Guerásimov se graduó de la Escuela Superior de Comando de Tanques de Kazán en 1999, y del Combinado Arma Academia de las Fuerzas armadas de la Federación rusa en 2007.

## Carrera militar
Guerásimov luchó en la segunda guerra chechena (1999 – 2000) y recibió medallas de campaña por participar en la operación militar rusa en Siria (desde 2015) y la anexión rusa de Crimea en 2014.
En octubre de 2013, como coronel de las fuerzas armadas rusas, ascendió a comandante de la 15.ª Brigada Independiente de Fusileros Motorizados. En 2016 se le dio el mando de la 35.ª brigada Independiente de guardias fusileros motorizados del 41.º Ejército de Armas Combinadas, con base en Aleisk.

## Posible fallecimiento
Según las autoridades ucranianas, Guerásimov murió durante la invasión rusa de Ucrania el 7 de marzo de 2022, cerca de Járkov, junto a varios otros altos funcionarios rusos.  El grupo de verificación de datos OSINT Bellingcat, con sede en los Países Bajos, dijo que había confirmado la muerte accediendo a una intercepción ucraniana de las comunicaciones rusas, así como por medio de «una fuente rusa».
El periódico Guardian informó el 8 de marzo que el departamento de defensa de Ucrania «transmitió lo que afirmaba que era una conversación entre dos oficiales rusos del FSB que discutían la muerte y se quejaban de que sus comunicaciones seguras ya no funcionaban dentro de Ucrania». CNN dijo no haber verificado de forma independiente la muerte de Guerásimov y que los funcionarios estadounidenses todavía no lo han confirmado.
Semanas después, el 23 de mayo, reapareció al ser premiado por el comandante del Distrito central, el coronel general Aleksandr Lapin al premiar al personal distinguido durante la "operación especial".